# Желько Радулович
Желько Радулович (Željko Radulović) — чорногорський дипломат. Надзвичайний і Повноважний Посол Чорногорії в Україні з резиденцією в Подгориця.

## Життєпис
Закінчив Одеський університет, математичний факультет
З 2008 по 2013 рр. — Надзвичайний і Повноважний Посол Чорногорії в Україні з резиденцією в Подгориця. 16 жовтня 2008 року вручив вірчі грамоти Президенту України Вікторові Ющенку.
З 2008 по 2013 рр. — Надзвичайний і Повноважний Посол Чорногорії в Молдові з резиденцією в Подгориця. 30 травня 2008 року вручив вірчі грамоти Президенту Молдови Володимиру Вороніну.
З 2008 по 2013 рр. — Надзвичайний і Повноважний Посол Чорногорії в Білорусі з резиденцією в Подгориця. 27 травня 2008 року вручив вірчі грамоти Президенту Білорусі Олександрові Лукашенку.
З 2013 по 2018 рр. — працював радником посольства Чорногорії в РФ, в квітні 2018 року був висланий. З 2019 року тимчасовий повірений у справах Чорногорії в Азербайджані.